# Lucius Scribonius Libo (volkstribuun in 216 v.Chr.)
Lucius Scribonius Libo was een politicus ten tijde van de Romeinse Republiek.
Hij was volkstribuun (Latijns: tribunus plebis) in 216 v.Chr., het jaar van de slag bij Cannae tussen de Romeinen en de Carthaagse veldheer Hannibal. Lucius Scribonius, een verwant van Scribonius Libo, werd door Hannibal naar Rome gestuurd om over het losgeld te onderhandelen. Scribonius Libo diende een voorstel (rogatio) in om de door de Carthagers gevangengenomen Romeinen vrij te kopen, maar dit werd niet aangenomen. Datzelfde jaar werd hij gekozen tot lid van het college (triumviratus) dat verantwoordelijk was voor de staatskas; de triumviri mensarii.